# Пољане при Подграду
Пољане при Подграду (словен. Poljane pri Podgradu, итал. Pogliane di Castelnuovo) је насељено место у општини Хрпеље-Козина, Обално-крашка регија, Словенија.

## Историја
До територијалне реорганизације у Словенији биле су у саставу старе општине Сежана.

## Становништво
У попису становништва из 2011. године, Пољане при Подграду су имале 6 становника.
| Број становника према пописима | Број становника према пописима | Број становника према пописима |
| ------------------------------ | ------------------------------ | ------------------------------ |
| 1991                           | 2002                           | 2011                           |
| 13                             | 9                              | 6                              |

Напомена: До 1953. исказивано под именом Пољане.